# Al-Ittihad Jeddah Club
El Al-Ittihad de Arabia Saudí Club (en árabe: نادي الإتحاد العربي السعودي‎, romanizado: nādī al-Ittihad al-earabī as-saʿūdī, lit. 'Club Unión de Arabia Saudita') es un club deportivo saudí localizado en la ciudad de Yeda, en la costa del mar Rojo. Fundado en 1928, es el club en existencia más antiguo del país, además de uno de los más populares. Es muy exitoso en fútbol, baloncesto, polo acuático, tenis de mesa, voleibol y natación, entre otros. 
El club está ubicado en la calle Sahafa, distrito Mushrefa en el este de Yeda, donde posee un gran complejo deportivo. El equipo principal juega sus partidos en el estadio municipal al sur de la ciudad, mientras que los equipos juveniles juegan en el club. El equipo posee mucho renombre en la región por sus seguidores. Estos son particularmente famosos por sus cánticos, que son copiados por muchos otros. El presidente del equipo, Saleh al-Qarni, graba cada año versiones de estudio de los cánticos, que son vendidos en Yeda y otras regiones de Arabia.

## Historia
El fútbol fue difundido en la península arábiga por inmigrantes procedentes de la isla de Java a inicios de los años 20 del siglo XX. Al final de dicha década, muchos clubes se habían formado, principalmente en las ciudades de La Meca y Yeda. 
Luego, a finales de 1927, un grupo de jugadores de varios equipos se reunieron en Yeda con el objetivo de crear un club unificado, dando origen al equipo Ittihad. El nombre fue acuñado por AbdulAziz Jameel, a quien citamos: 

Puesto que estamos congregados aquí en unión, llamémosle Unido (Ittihad en árabe).

El difunto Alí Sultán fue nombrado el primer presidente del club.
En 1929, Al Ittihad jugó su primer encuentro contra sus rivales del al-Riyadhi. Luego de ganar por 3-0, Al Ittihad se convirtió en el club principal de Yeda. Al-Riyadhi se disolvió al poco tiempo, dejando al Ittihad como el único club de aquella época que aún existe.
Para la década siguiente se formaron muchos clubes, dando origen a competiciones entre equipos, que usualmente eran patrocinados por hombres de negocios árabes. En 1937, Al Ittihad jugó su primer encuentro con su eterno rival, al-Ahli (dicho encuentro terminó empatado). El fútbol se siguió practicando en forma no oficial hasta 1957, cuando se estableció la Federación de Fútbol de Arabia Saudita. El primer torneo oficial, la Copa del Rey, tuvo lugar ese mismo año y continuó siendo la competición más importante hasta que se formó la liga nacional del país, en 1975. Al Ittihad no ganó ese año, pero sí el siguiente, siendo este el primer trofeo oficial conquistado por el equipo.
A mediados de los 70, el auge petrolero permitió que el Gobierno saudí diera apoyo al deporte. Se formó la Presidencia General del Bienestar de la Juventud, la cual asumió la supervisión de los clubes de fútbol y los convirtió en clubes multideportivos, lo cual modernizó al Ittihad.

### Mundial de Clubes de la FIFA 2005
Tuvo una destacada participación. Ganó en cuartos de final al Al-Ahly de Egipto por marcador de 1-0, aunque luego cayó 2 veces, primero contra el Sao Paulo FC (que resultara campeón del torneo) en un animado encuentro que concluyó 2-3, y por el mismo marcador fue derrotado por el Deportivo Saprissa de Costa Rica que obtuvo el tercer lugar, en uno de los peores partidos de esa edición.

## Unifome

### Unifome Titular
| 2023- 2024 | Visitante | Tercera |

## Palmarés
Nota: En negrilla las competiciones vigentes.
Torneos nacionales (32)
| Competición nacional            | Títulos                                                     | Subcampeonatos                                            |
| ------------------------------- | ----------------------------------------------------------- | --------------------------------------------------------- |
| Liga Profesional Saudí (10)     | 1982, 1997, 1999, 2000, 2001, 2003, 2007, 2009, 2023, 2025. | 1984, 1986, 2002, 2004, 2008, 2010, 2011, 2022. (8)       |
| Copa del Rey (10)               | 1958, 1959, 1960, 1963, 1967, 1988, 2010, 2013, 2018, 2025. | 1957, 1964, 1979, 1982, 1986, 2008, 2009, 2011, 2019. (9) |
| Supercopa de Arabia Saudita (1) | 2022.                                                       | 2013, 2018, 2023. (3)                                     |
| Copa del Príncipe (8)           | 1958, 1959, 1963, 1991, 1997, 2001, 2004, 2017.             | 1965, 1993, 2002, 2007. (4)                               |
| Copa Federación Saudí (3)       | 1986, 1997, 1999.                                           | 1988, 1998, 2007. (3)                                     |

Torneos Internacionales AFC (3)

| Competición internacional (3 títulos) | Títulos     | Subcampeonatos |
| ------------------------------------- | ----------- | -------------- |
| Liga de Campeones de la AFC (2)       | 2004, 2005. | 2009. (1)      |
| Supercopa de la AFC (0)               |             | 1999. (1)      |
| Recopa de la AFC (1)                  | 1998        | 1992. (1)      |

Torneos Internacionales UAFA (2)
| Competición internacional (2 títulos)    | Títulos     | Subcampeonatos |
| ---------------------------------------- | ----------- | -------------- |
| Copa de Clubes Campeones del Golfo (1)   | 1999.       | 2001. (1)      |
| Liga de Campeones Árabe (1)              | 2005.       | 2001. (1)      |
|                                          |             |                |
| Supercopa Saudí-Egipcia (1) (No oficial) | 2001, 2003. | 2018. (1)      |

## Rivalidades

### Clásico Saudí
El Clásico saudí, o simplemente el Clásico, es un partido competitivo de larga duración en el fútbol saudí, entre Al-Ittihad y Al-Hilal. La competición representa a los dos clubes más grandes e importantes de la ciudad de Yeda y la capital, Riad, las ciudades más grandes y culturalmente prominentes de Arabia Saudita. Los dos clubes son considerados los más exitosos a nivel nacional y continental. Al-Ittihad es el club deportivo más antiguo que aún sobrevive en el país, y es visto como el Club del pueblo. Si bien Al-Hilal representa la cultura del Club de la Capital, las masas lo llaman El Líder. Los dos equipos se enfrentan dos veces al año en la liga, ya que también pueden encontrarse en la Copa del rey, Supercopa de Arabia Saudita o la Liga de Campeones Élite de la AFC. Se considera como el partido más destacado y más visto en el fútbol saudí.
El primer enfrentamiento entre ambos equipos se celebró el 27 de julio de 1962, en un partido amistoso en la capital, Riad, y acabó con victoria del Al-Ittihad por 2-0. El primer enfrentamiento oficial entre ambos equipos fue el 10 de enero de 1964, en la final de la Copa del Rey, que a su vez también acabó con victoria del Al-Ittihad por 3-0.
Al-Hilal es el equipo que ha conseguido el mayor número de victorias en los encuentros oficiales que han enfrentado a ambos equipos. Los dos equipos se han enfrentado en 176 encuentros, de los que Al-Hilal ha ganado 79, mientras que Al-Ittihad ha ganado 47, y el empate se ha producido en 50 encuentros. Junto con Al-Nassr, son los 3 únicos equipos que no han descendido a Segunda División desde su fundación.

### Derbi de Yeda
El derbi de Yeddah entre Al-Ittihad y Al-Ahli es conocido por ser uno de los partidos más competitivos de la Liga Saudí. Desde el inicio de las competiciones nacionales, ambos clubes fueron vistos como representantes de dos rivales de la misma ciudad: Yeda. Esta rivalidad continuó anualmente durante más de 70 años, hasta que Al-Ahli descendió a la primera división en 2022. El derbi volvió el 6 de octubre de 2023 con la derrota del Al-Ittihad por 1-0.

## Entrenador
- Slaven Bilić (septiembre de 2018-febrero de 2019)[1][2]
- José Luis Sierra (febrero de 2019-octubre de 2019)[3][4]
- Mohammed Al-Abdali (interino, octubre de 2019-noviembre de 2019)[4]
- Henk ten Cate (noviembre de 2019-febrero de 2020)[5][6]
- Fábio Carille (febrero de 2020-agosto de 2021)
- Cosmin Contra (agosto de 2021-julio de 2022)
- Nuno Espírito Santo  (julio de 2022-noviembre de 2023)
- Hassan Khalifa (noviembre de 2023)
- Marcelo Gallardo (noviembre de 2023-julio de 2024)
- Laurent Blanc (julio de 2024-presente)